# Rhode Island
Rhode Island (/ɹoʊd ˈaɪlʲəndʲ/ en inglés; hasta 2020 denominado el Estado de Rhode Island y Plantaciones de Providence)  es uno de los cincuenta Estados que, junto con Washington D. C., forman los Estados Unidos. Su capital y ciudad más poblada es Providence. 
Se encuentra ubicado en la región Noreste del país, en Nueva Inglaterra, limitando al norte con Massachusetts, al este y sur con el océano Atlántico y al oeste con Connecticut. 
Con 4002 km² es el estado menos extenso del país, con 263 hab/km², el segundo más densamente poblado —por detrás de Nueva Jersey— y con 1 052 567 habs. en 2010, el octavo menos poblado, por detrás de Montana, Delaware, Dakota del Sur, Alaska, Dakota del Norte, Vermont y Wyoming, siendo este último el menos poblado. Fue admitido en la Unión el 29 de mayo de 1790, como el estado número 13.
Fue la primera de las trece colonias originales en declarar la independencia del dominio británico, marcando el inicio de la Revolución estadounidense. Posteriormente fue la última de las trece en ratificar la Constitución de los Estados Unidos. Es apodada tradicionalmente Little Rhody o "Lil Rhody", aunque ha adoptado oficialmente el sobrenombre de «El Estado Oceánico» (The Ocean State).

## Etimología
Su nombre, originalmente, se aplicaba a la mayor isla de la bahía Narragansett, también conocida como Aquidneck.
La explicación más difundida considera que el nombre se debe al explorador italiano Giovanni da Verrazzano  quien, al descubrir la cercana Block Island, la llamó Rhode Island, por su similitud en la forma con la isla griega de Rodas. Posteriores exploradores, equivocando la isla, lo aplicaron a la Isla Aquidneck.
Otra hipótesis sostiene que el nombre proviene de Roodt Eylandt, «Isla Roja» (en el neerlandés del siglo XVII), dado a la isla por el explorador neerlandés Adriaen Block debido a la coloración rojiza de su tierra.

## Geografía física

Mapa topográfico de Rhode Island.

Tiene un área de 4.002 km². Limita con Massachusetts por el norte y el este, y con Connecticut por el oeste. En la frontera sur se encuentra un entrante del Océano Atlántico que comparte con el estado de Nueva York.
Apodado el Estado del Océano, alberga numerosas playas. Es mayoritariamente plano, la altitud media es de 60 m s. n. m. El punto más alto del estado es la Colina Jerimoth, de 247 m s. n. m.
Se localiza en la provincia de Nueva Inglaterra de la región apalache y tiene dos regiones naturales distintas. Rhode Island Este, que contiene las tierras bajas de la bahía Narragansett. Y Rhode Island Oeste, que forma parte de las tierras altas de Nueva Inglaterra. La bahía Narragansett es muy característica de la topografía del Estado. Block Island dista 9 km de la costa sur del Estado. En el interior de la bahía hay aproximadamente 30 islas. La más grande es Isla Aquidneck, que comparte municipalidades con Newport, Middletown y Portsmouth. La segunda más grande es Conanicut, la tercera Providence.
En Rhode Island se puede encontrar un tipo de roca muy rara llamada cumberlandita. Inicialmente en el Estado había dos conocidos yacimientos minerales, pero desde que pudieron ser explotados mediante el uso de la pólvora, uno de los yacimientos fue casi completamente agotado durante la Guerra Civil.

### Clima

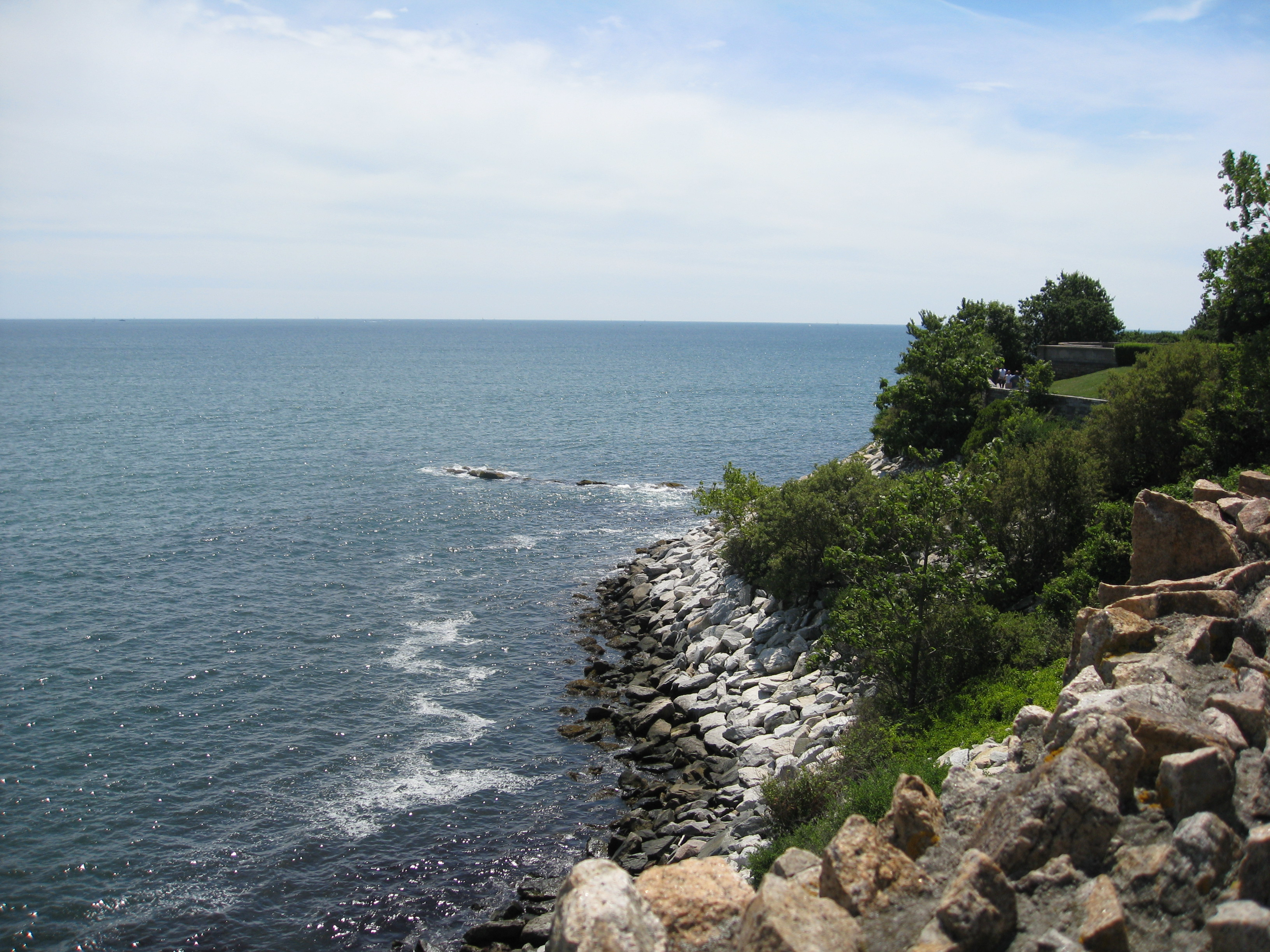
Costa de Newport (Rhode Island).

Tiene un clima oceánico continental, que combina veranos cálidos y lluviosos con inviernos muy fríos. La temperatura media oscila entre los 28 °C y los -7 °C. La temperatura más alta registrada fue de 42 °C en junio del 2006, en Providence. La más baja, de -25 °C en Coventry, el 6 de febrero de 1996.

## Historia

### Época colonial
En 1524, el navegador italiano Giovanni da Verrazzano atravesó la costa media atlántica de Norteamérica, en busca de una ruta completamente acuática que a través de Norteamérica permitiera llegar a China. Durante ese año, dejó el que ahora es el puerto de Nueva York y se dirigió al este hasta que descubrió la que más adelante fue llamada Block Island. Los naturales lo dirigieron al ahora conocido como puerto de Newport. Permaneció allí dos semanas mientras su equipo examinaba la bahía y el continente circundante. A principios de mayo de 1524, Verrazzano salió para renovar su búsqueda para un paso del Noroeste.
En 1614, el explorador neerlandés Adriaen Block descubrió la isla conocida hoy como Block Island, hogar de los indios Narragansett y los Niantics. La mayoría de los indígenas fueron diezmados por las nuevas enfermedades, luchas entre las tribus, y la Guerra del Rey Felipe. Los últimos miembros de la tribu Niantic se unieron a los Narragansett, que hoy conforman una reserva federal.

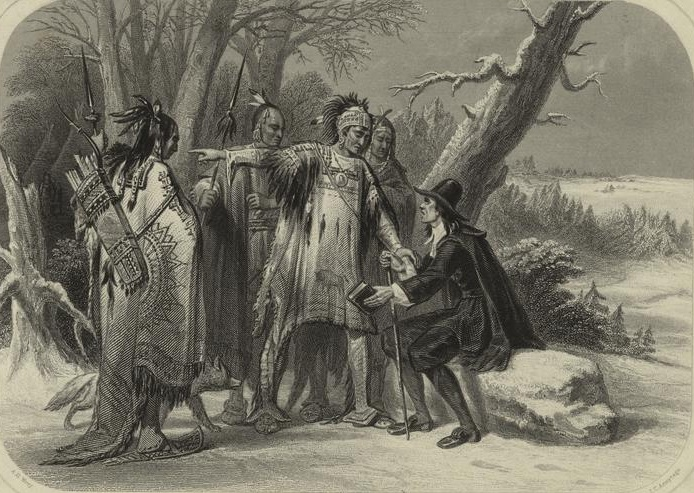
Roger Williams y los nativos Narragansett.

Rhode Island fue desde su fundación el primer lugar, en lo que hoy son los Estados Unidos, que permitió la libertad religiosa. En 1636 Roger Williams, después de ser expulsado de la Colonia de la Bahía de Massachusetts por sus creencias religiosas, se estableció en un extremo de la bahía Narragansett. Este lugar se llamó Providence, y se declaró como una zona de libertad de culto. Williams había mantenido acuerdos amistosos entre los colonos y la tribu de los Narragansett, que llegaron a convertirse en aliados de los ingleses en 1637 contra los Pequots. A pesar de ello, la paz no resultó duradera, pues pronto surgieron conflictos entre los colonos y los indios.
En 1637, Anne Hutchinson fue desterrada de Massachusetts por criticar el clero local. Anne, junto a William Coddington y John Clarke entre otros, fundaron la ciudad de Portsmouth en la Isla Aquidneck. En 1639, Coddington abandonó la ciudad para fundar Newport en la misma isla. Ese mismo año se estableció un gobierno formal para la isla, con Coddington como gobernador y Philip Sherman como Secretario. En 1643, Samuel Gorton fundó Shawomet, la actual Warwick. En 1644 se cambió el nombre de Aquidneck Island por el de Rhode Island. Los cuáqueros comenzaron a llegar en fuertes oleadas durante las décadas de 1650 y 1660 en busca de libertad para practicar su religión, mientras los inmigrantes judíos sefardíes de Barbados se establecieron en Newport, donde se encuentra la sinagoga más antigua de los Estados Unidos todavía en uso.
En 1663, el rey Carlos II otorgó una nueva carta a la colonia. John Clarke recibió esta Carta de Rhode Island y las Plantaciones de Providence, que garantizaba la libertad religiosa y establecía las fronteras que tiene el estado en la actualidad. Según este documento, que fue utilizado como Constitución estatal hasta 1842, solo los terratenientes tenían el derecho a voto.
Las relaciones entre los habitantes de Nueva Inglaterra y los indígenas fueron tensándose, e incluso en ocasiones llevaron al derramamiento de sangre. El 19 de diciembre de 1675, una milicia colona de Connecticut, la Bahía de Massachusetts, Plymouth y Rhode Island masacraron alrededor de 350 indios Narragansett en la Batalla del Gran Pantano. Las tribus que vivían alrededor de Rhode Island eran los Wampanoag, los Pequots, los Narragansett y los Nipmuck. Un nativo, llamado Squanto, ayudó a pacificar las hostilidades entre los nativos y los colonos, y enseñó a estos últimos a sobrevivir en la zona.
El suceso más importante en Rhode Island del siglo XVII fue la Guerra del Rey Felipe (1675–1676). El Rey Philip (apodo para el jefe tribal de los Wampanoag, Metacomet) decidió rebelarse contra los ingleses, quienes habían comprado la tierra de la tribu a su padre. Los primeros ataques fueron alrededor de la bahía Narragansett, pero se extendieron gradualmente por toda Nueva Inglaterra.

### Revolución e industrialización: 1770-1860

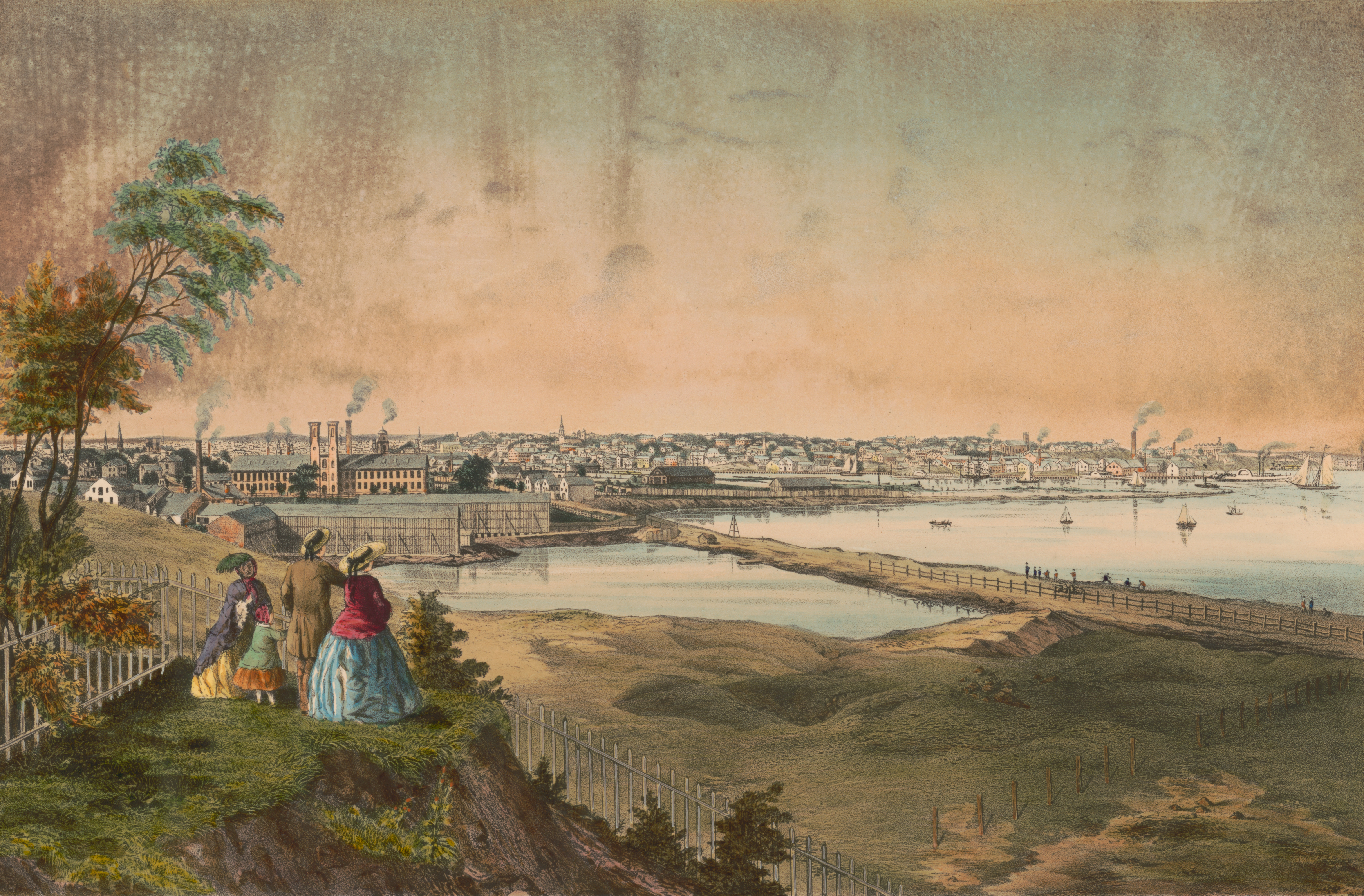
Providence a mediados del, por John Badger Bachelder.

La tradición de independencia y disensión de Rhode Island le dio un papel destacado en la Guerra de Independencia de los Estados Unidos. El primer derramamiento de sangre ocurrió en 1772, cuando una banda de residentes de Providence atacó un buque británico por la imposición de ciertas regulaciones de comercio. El 4 de mayo de 1776 declaró su independencia de Gran Bretaña, pero fue la última de las 13 colonias en ratificar la Constitución.
La Revolución industrial desplazó a un gran número de trabajadores a las principales ciudades. Estos trabajadores no poseían tierras, y por lo tanto, no podían votar. En 1829, alrededor del 60 % de los hombres blancos del estado no tenían derecho al voto. Hubo varios intentos de solucionar este problema, pero no tuvieron éxito. En 1842, Thomas Dorr redactó una Constitución estatal aprobada por referéndum popular. La oposición del gobernador, Samuel Ward King, llevó a la Rebelión Dorr. Aunque la revuelta no tuvo éxito, se aprobó una versión modificada de la Constitución estatal, que otorgaba el derecho de voto a los hombres blancos que tuvieran tierras o pagaran un dólar en concepto de impuesto de capitación.
Rhode Island también estuvo implicada en el comercio de esclavos después de la Guerra de Independencia de los Estados Unidos. La esclavitud en el estado se remonta a 1652. En 1774, el porcentaje de población de esclavos era de un 6.3 %, casi el doble que cualquier otra colonia de Nueva Inglaterra. A principios del siglo XVIII, varias familias de mercaderes empezaron a interesarse en el comercio de esclavos. Destaca la familia Brown, que dio su nombre a la famosa universidad. Después de la independencia, los mercaderes controlaban entre el 60 y el 90 % del comercio de esclavos africanos.

### De la Guerra de Secesión a la era progresista: 1861-1929
Durante la guerra civil estadounidense (1861–1865), el estado se sumó al bando de la Unión y proporcionó 25 236 reclutas, de los que murieron 1 685. Rhode Island, junto a otros estados de la Unión, empleó su capacidad industrial para abastecer al ejército abolicionista con los materiales necesarios para ganar la guerra. El progreso y modernización condujo a la creación de un sistema de transportes urbanos, y a la mejora de sus servicios sanitarios. Después de la guerra se abolió la segregación racial en todo el estado. La inmigración de posguerra hizo crecer la población. Desde la década de 1860 a la de 1880, la mayoría de inmigrantes eran originarios de Inglaterra, Irlanda, Alemania, Suecia y Quebec. Diez años más tarde, el origen de los inmigrantes se había movido al sur y al este de Europa. Todo este flujo de migración alimentó la próspera economía del estado en el cambio de siglo. En los años anteriores a la Primera Guerra Mundial, la constitución de Rhode Island conservó su signo reaccionario, en contraste con las reformas más progresistas que se estaban llevando a cabo en el resto del país. El estado nunca ratificó la 18.ª Enmienda sobre la prohibición de bebidas alcohólicas. Durante la Primera Guerra Mundial, envió 28.817 reclutas, de los que murieron 612. Después de la contienda, el estado fue afectado gravemente por la epidemia de gripe de 1918.

### De la Gran Depresión al presente

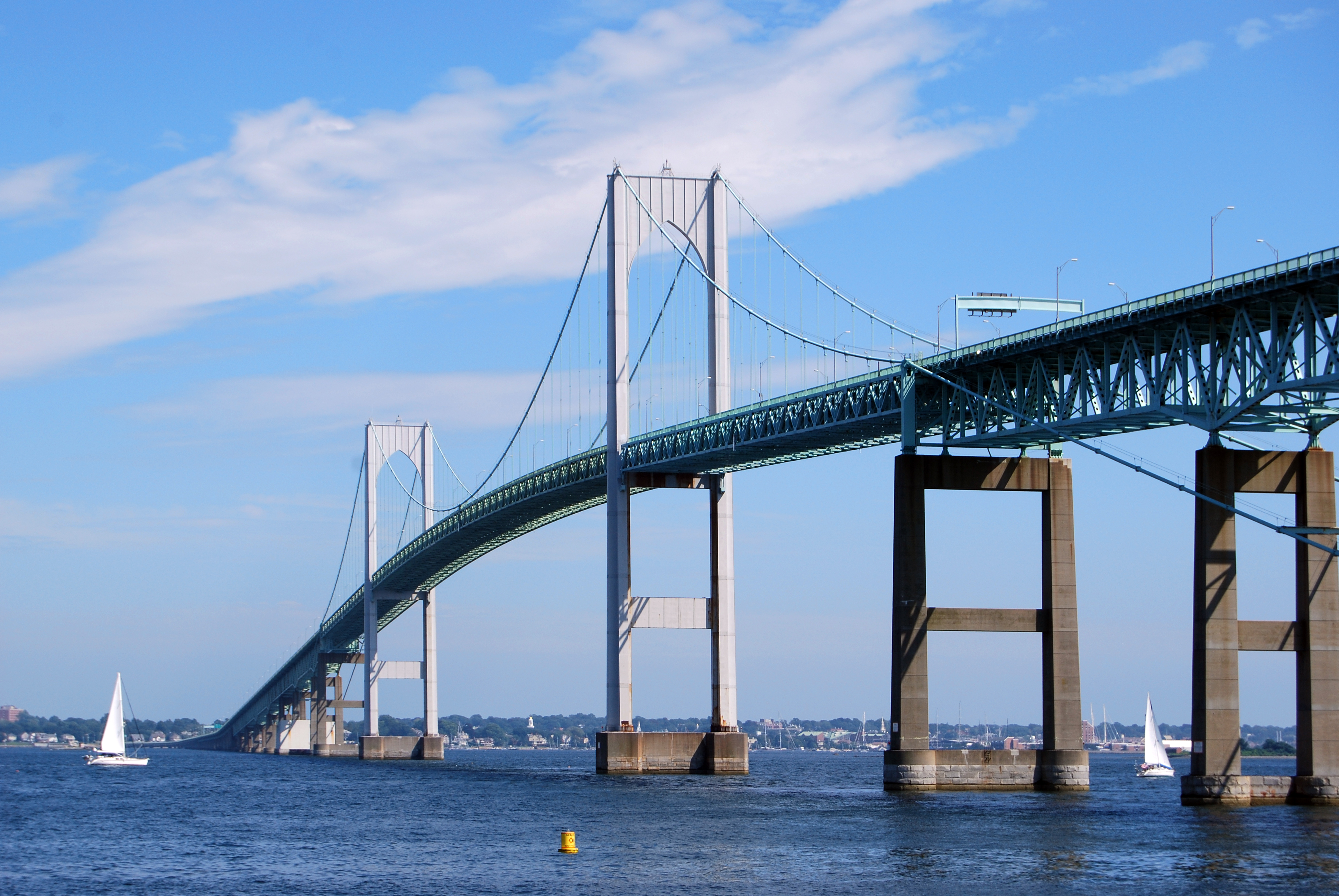
Puente Claiborne Pell sobre la bahía Narragansett, inaugurado en 1969.

En el siglo XX, el estado continuó con su crecimiento económico, aunque la decadencia de la industria pesada devastó amplias zonas. Las viejas áreas industriales fueron especialmente afectadas, junto con el resto de áreas urbanas, por la construcción de autopistas interestatales sobre núcleos urbanos y la suburbanización resultante de la ley “G.I.”, que beneficiaba ampliamente a veteranos de guerra.
Tras la reconversión industrial, y debido al influjo de habitantes de Boston en los últimos años, los precios en el sector inmobiliario han crecido espectacularmente. Desde la Gran Depresión de 1929, el Partido Democrático de Rhode Island ha dominado la política local, aunque hay excepciones, como Buddy Cianci o Vincent A. alcalde de Providence.

## Demografía

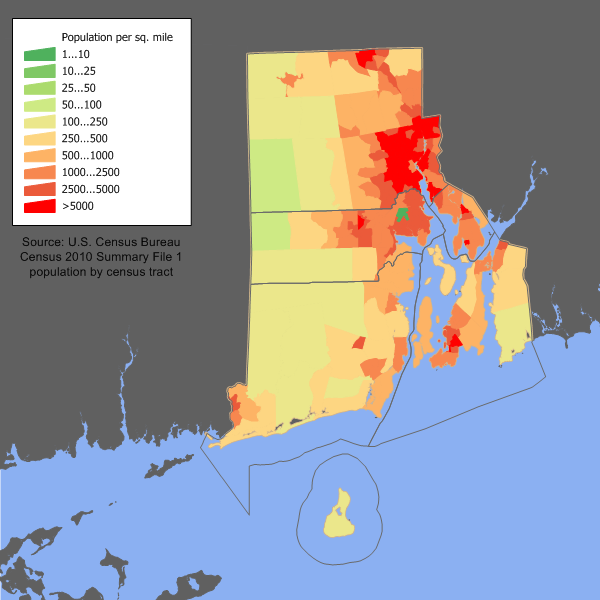
Densidad de población en Rhode Island.

Cuenta con una población de 1 067 610 personas, de los cuales:
- El 79,9 % son descendientes de europeos (o europeos)
- El 10 % son latinoamericanos.
- El 4,0 % son afroamericanos.
- El 3,9 % son asiáticos.
- El resto lo conforman personas de otras etnias.

### Religión

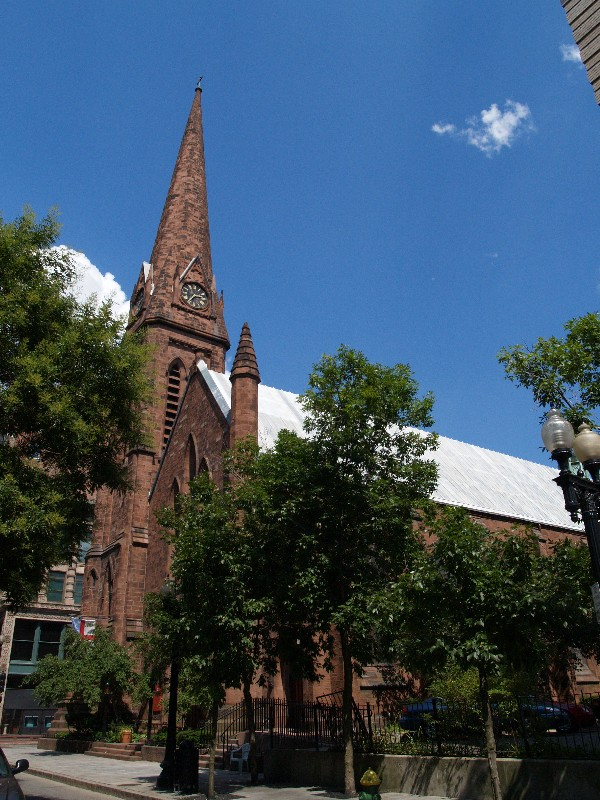
Iglesia de la Gracia, en Providence.

La afiliación religiosa de la gente de Rhode Island es:

#### Religión en 2019
- cristianos: 45%
- católicos: 30%
- ateos: 20%
- otros: 5%

#### Población por religión
- Católicos - 443 940
- Protestantes - 348 810
- Sin religión - 211 400
- Otras religiones - 52 850

En Rhode Island se encuentra la diócesis católica de Providence y la diócesis anglicana de Rhode Island.
Tiene el mayor porcentaje de católicos de la nación, debido principalmente a la masiva inmigración de Dominicanos, irlandeses, italianos y francocanadienses y en un menor grado de portugueses, puertorriqueños y comunidades de caboverdianos. Es interesante notar que teniendo la cantidad de católicos señalada, no posee ningún condado entre los 24 condados con mayor porcentaje de católicos del país. Esto se debe a que los católicos se encuentran repartidos por todo el Estado. Junto con Utah son los únicos Estados en que la mayoría de su población pertenece a un solo culto religioso.

## Deporte

### Deporte
El único equipo profesional del estado son los Providence Bruins de hockey sobre hielo, que juegan en la American Hockey League (AHL), la segunda mejor liga del país. Disputan sus encuentros en el Dunkin' Donuts Center de Providence, y ganaron el campeonato en 1999.
[actualizar]